# 352 هـ
352 هـ هي سنة في التقويم الهجري امتدت مقابلةً في التقويم الميلادي بين سنتي 963 و964.

## مواليد
- ابن الإفليلي
- صمصام الدولة
- أبو الحسن الخرقاني
- حميد الدين الكرماني

## وفيات
- أبو القاسم الكوفي
- ألب تكين
- ابن أبي دارم
- علي بن أحمد المعروف

- يزيد بن محمد المهلبي